# Running (Information Society)
Running è un singolo del gruppo musicale statunitense Information Society pubblicato nel 1985 come primo estratto dal primo album in studio Information Society quando il gruppo si chiamava InSoc. Il singolo è contenuto anche all'interno del secondo EP Creatures of Influence.
Nel 2001 ci fu una riedizione del singolo pubblicata per il solo mercato statunitense.